# Lidl Unihockey Prime League
Die Lidl Unihockey Prime League (L-UPL) ist die höchste Spielklasse im Schweizer Unihockey der Herren auf dem Großfeld. Sie wurde 1983 durch den Landhockeyverband gegründet und nahm ihren Spielbetrieb am 6. November 1983 auf. Zwischen 1983 und 2007, sowie von 2013 bis 2022 hiess sie Nationalliga A (NLA), von 2007/08 bis 2012/13 hiess die höchste Liga der Schweiz Swiss Mobiliar League (SML), benannt nach der Versicherungsgesellschaft Schweizerische Mobiliar, dem damaligen Hauptsponsor. Ab der Saison 2022/23, mit dem Einstieg des deutschen Discounter-Konzerns Lidl als Hauptsponsor, heisst sie Lidl Unihockey Prime League. Die L-UPL besteht bei aus zwölf Mannschaften.
Die nächsttiefere Liga ist die Nationalliga B. Die erste Schweizer Meisterschaft der Nationalliga A im Unihockey fand in der Saison 1983/84 statt.

## Teams 2024/25
In der Saison 2024/25 sind zwölf Mannschaften in der L-UPL vertreten.
- Chur Unihockey
- Zug United
- Unihockey Basel Regio
- Floorball Thurgau
- Floorball Köniz Bern
- Unihockey Tigers
- UHC Alligator Malans
- UHC Uster
- WASA St. Gallen Unihockey
- SV Wiler-Ersigen
- HC Rychenberg Winterthur
- Grasshopper Club Zürich